# コンコード川とメリマック川の一週間

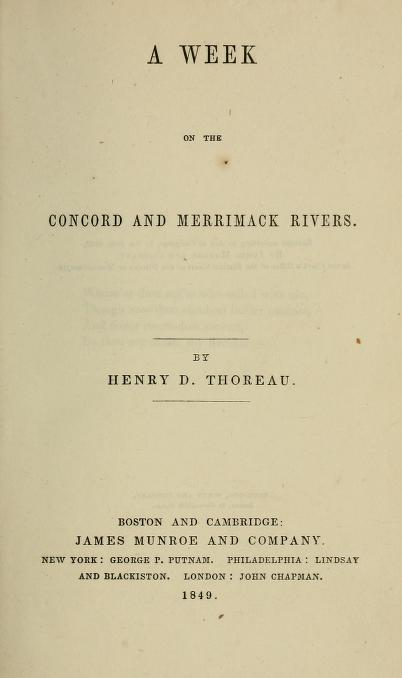
コンコード川とメリマック川の一週間のタイトルページ、1849 年

『コンコード川とメリマック川の一週間』（コンコードがわとメリマックがわのいっしゅうかん、A Week on the Concord and Merrimack Rivers、1849年）は、アメリカの作家ヘンリー・デイヴィッド・ソロー（1817年–1862年）の旅行記である。これは、兄弟でコンコード川とメリマック川をボートで旅した経験を叙述したものである。

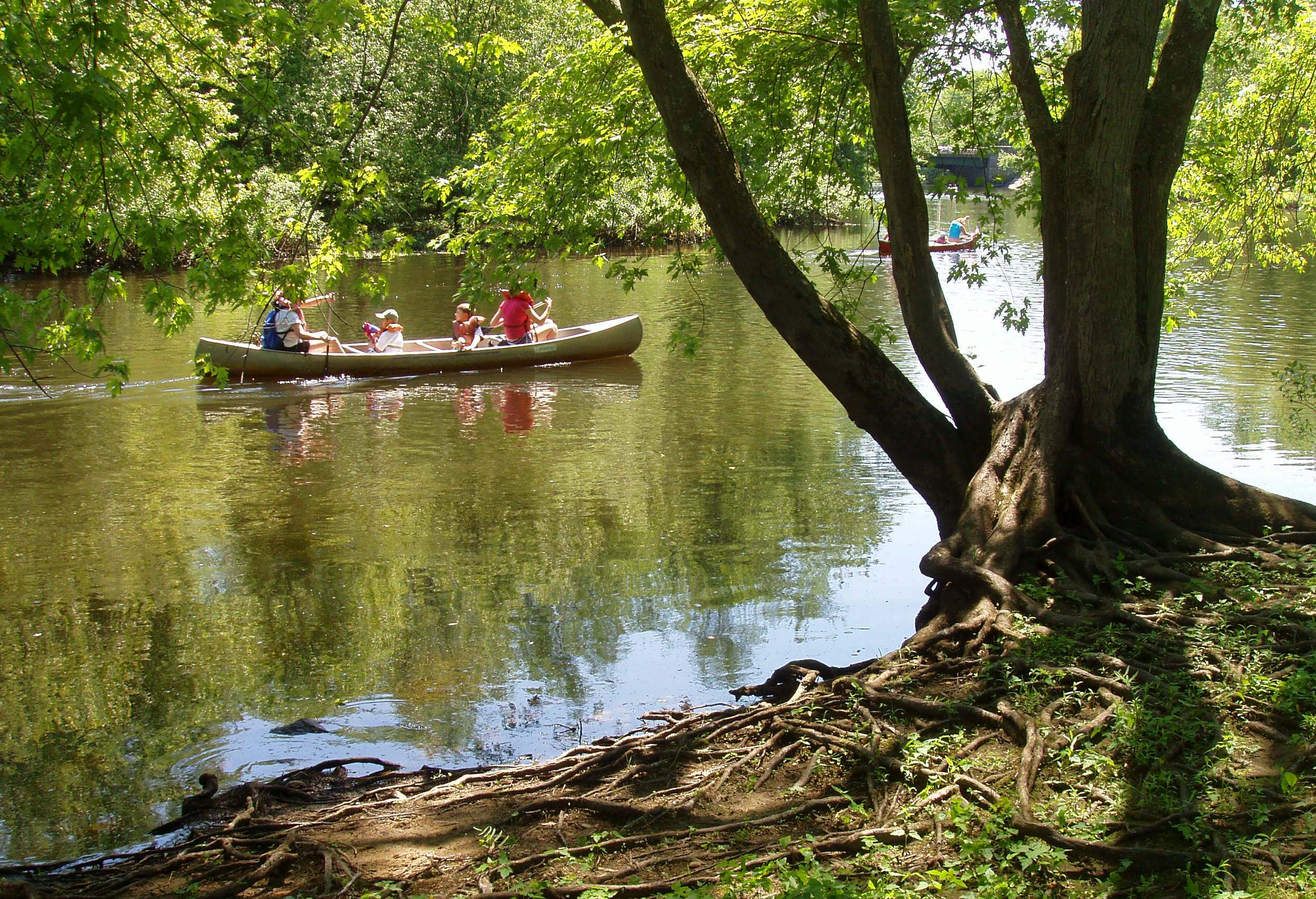
コンコード川をカヌーで下る

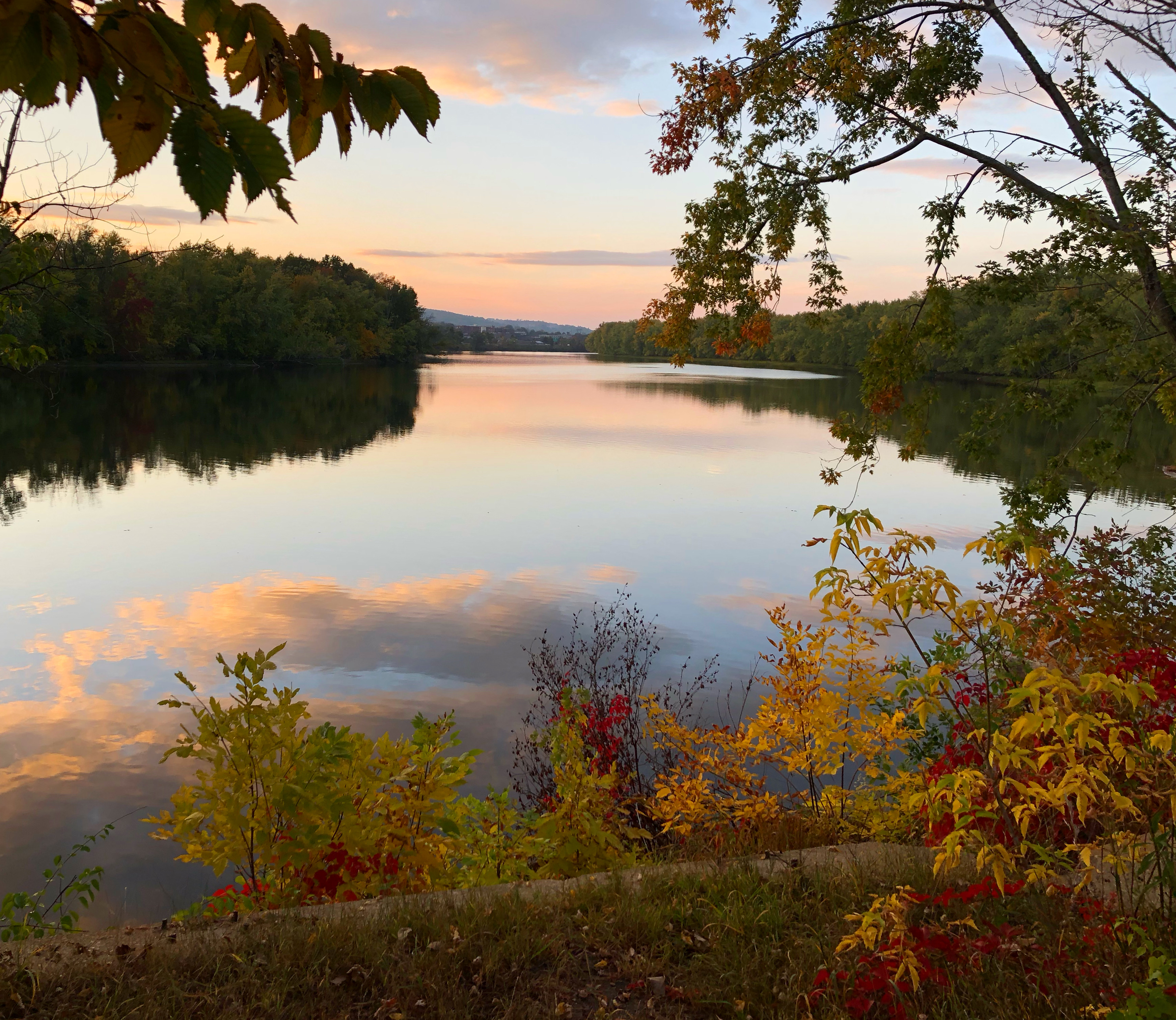
テリル・パークからみたメリマック川

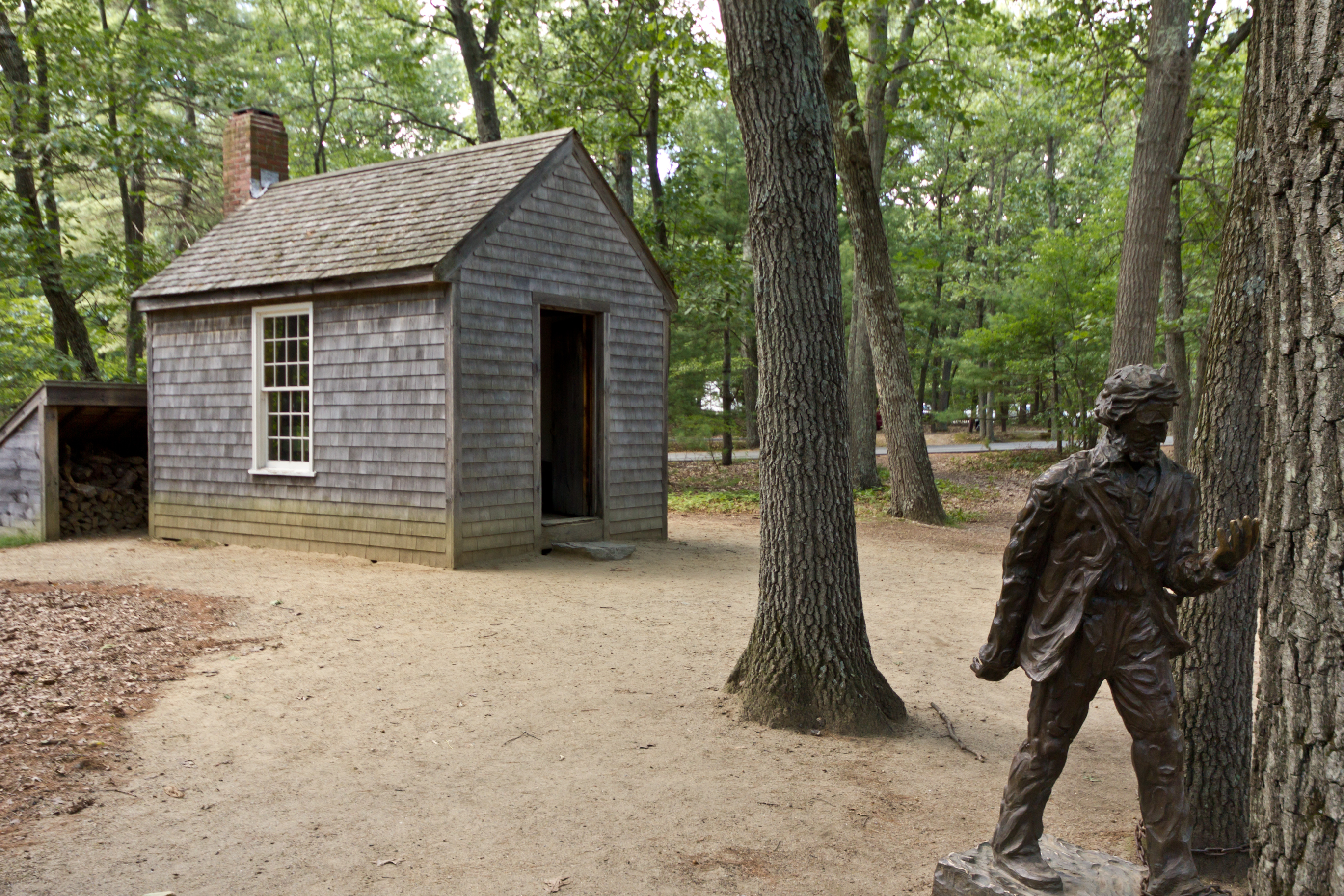
ソローが「一週間」を執筆したとされるウォールデン湖のそばの彼の小屋(模築)と彼の像

## 概要
『コンコード川とメリマック川の一週間』は表向き、ソロー(22歳)が 1839 年に兄のジョン・ジュニア(25歳)とともにマサチューセッツ州コンコードからニューハンプシャー州コンコードへ往復する舟旅の物語になっている。この物語には、込み入った事情がある。
1838年の半ばに、ヘンリー・デイヴィッド・ソローはコンコードで私学校を始めた。名前は、コンコード・アカデミー、先生一人の塾のようなもののはずだったが、たちまち評判になり、1839年に入ると2歳上の兄ジョンを教師として採用することになる。1839年7月20日、そこへある生徒の姉になるエレン・シューアルがコンコードを訪ねてやってくる。ヘンリーはたちまち彼女に夢中になる。ただし、兄ジョンも同様。この後直ぐ、2人は2週間の川と山の旅に出る。8月31日から9月13日まで。旅から戻ってきた直後、兄のジョンが彼女にプロポーズする。これは娘の両親が娘を説得して、断らせている。そこで今度はヘンリーがプロポーズするが、これも断られる。ソロー兄弟の自由な宗教観が厳格なキリスト教の牧師である娘の父親には受け入れ難かったものと見られていいる。そこから、兄弟の間に深い溝ができてしまう。そんな中で、兄ジョンは 1842年1月11日にカミソリの傷が化膿して、ソローの献身的な看護にもかかわらず、27歳の若さで破傷風で亡くなり、ヘンリーは精神的にかなりの落ち込みを見せる。ソローはこの本を部分的には彼の鎮魂に捧げて執筆している。

この本は一見、毎日の記事に一章を充てた旅行記のように見えるが、これは虚構である。実際の旅には 2 週間かかり、与えられた文章はコンコード川を下ってミドルセックス運河に向かい、メリマック川に下り、戻ってくるという旅の文字通りの説明であるが、それに一見直接関係の内容に思われる種々の歴史的、哲学的、文学的施策を扱った文章がしばしば旅の叙述を中断するかたちで挿入されている。ソローはこれらのトピックを彼自身の人生経験に関連付け、多くの場合、産業革命中に故郷のニューイングランドで起こった急速な変化、ソローがしばしば嘆いている変化との関連で叙述している。

## 構成と出版履歴
『一週間』は、8章から構成されている。1章「コンコード川」から始まって、2章から8章までが、「土曜日」から「金曜日」までの各曜日が充てられている。プロローグの「コンコード川」に対応するエピローグはない。構成としては、不自然な印象がある。
1845 年7月4日、ヘンリー・デイヴィッド・ソローはウォールデン池に建てた小さな家に引っ越し、そこで2年2か月と2日間暮らした。そこでの滞在中に、彼は『コンコード川とメリマック川の一週間』の初稿を完成させた。しかし、彼は出版を引き受けてくれる出版元を見つけることが出来なかったので、自費で印刷させた。1849 年に出版されたこの本はソローの最初の本で、販売部数はわずか219部だったが、数百ドルの費用がかかった。1849年に出版されたこの本はソローの最初の本で、販売部数はわずか 219部だったが、数百ドルの費用がかかった。1853年までに、印刷業者は売れ残りの蔵書の保管を拒否し、そのうちの706冊をソローに返却したが、当時ソローは「私には現在900冊近くの蔵書があり、そのうち700冊以上は私が書いたものである」と語った。1842 年、ソローは旅に使ったボート、マスケタキッド号を7 ドルとボートのレッスンでナサニエル・ホーソーンに売却した。当時、旧牧師館に住んでいたホーソーンはボートをポンド・リリーと改名したが、ソローほど簡単にボートを操縦できなかったことに失望し、ソローにとっては「訓練された馬のように従順」に見えた。 
『コンコード川とメリマック川の一週間』は、ラルフ・ウォルド・エマーソンの『自然』（1836年）やマーガレット・フラーの『湖の夏』（1844年）など、ニューイングランドの超越主義者によって自然と旅行に触発されて書かれたいくつかのノンフィクション作品のうちの1つである。ソロー自身が行った修正に基づいて、 わずかに改訂された『コンコード川とメリマック川の一週間』は、ソローの死の6年後の1868年に出版された。

## 受容と影響
レビューは2件しかなかった。「アテネウム」はそれを「トマス・カーライルとエマーソンの最悪の分派」の一つと評した。ウェストミンスター・レビューもそのスタイルを問題視したが、総じて「この本は満足のいく本である」と受け止めた。ソローはそのコピーをジェームズ・アンソニー・フルードに送り、彼は「あなたの本には……来るべき世界への希望が見えます」と返信した。
ハーマン・メルヴィルによる1853年の短編小説「コッコ・ア・ドゥードル・ドゥー！(Cock-A-Doodle-Doo!)」は、ソローの本の風刺として解釈されている。
フランスの作曲家ロベール・ピエショー（1969年生まれ）は、ソローの作品を自由に踏襲した管楽器五重奏曲『ザ・リバー』（2016）を書いた。最終楽章には追加の音声部分があり、本の最後の詩である All Things Are Current Foundが設定されている。
ノンフィクション作家のジョン・アンガス・マクフィー(John Angus McPhee、1931年3月8日 - )は、2003年8月31日から始まるソローのカヌーの旅を再現し、それについて「パドリング・アフター・ヘンリー・デイヴィッド・ソロー」に書いている。